# Det løse liv
Det løse liv er det  femte studiealbum fra den danske pop/rock-gruppe Love Shop, der udkom den 15. september 1999 på Polydor. Titlen er ifølge forsanger og sangskriver Jens Unmack selvbiografisk: "Dét at ting forandrer sig. At du er kastebold mellem de mennesker, der omgiver dig. At man tror, man har styr på tingene, og så kommer der nogle folk og trækker gulvtæppet væk under dig, og mens du ligger der, kommer der én og hjælper dig op igen. Bedst som man tror, man har styr på sit liv, så har man det ikke."
Love Shop blev nomineret til Årets danske gruppe og Årets danske popudgivelse, og Jens Unmack til Årets danske sanger ved Dansk Grammy 2000. Det løse liv havde i 2001 solgt 12.000 eksemplarer.

## Spor
Alt tekst skrevet af Jens Unmack, alt musik komponeret af Hilmer Hassig og Jens Unmack.
| #   | Titel                         | Længde |
| --- | ----------------------------- | ------ |
| 1.  | "I dit spejl"                 | 3:26   |
| 2.  | "For evigt for altid"         | 5:15   |
| 3.  | "Alt du har at sige"          | 4:44   |
| 4.  | "Min Elvis"                   | 5:47   |
| 5.  | "Jeg var bare en country boy" | 3:36   |
| 6.  | "Bellavista sol"              | 5:39   |
| 7.  | "Min Indian summer"           | 3:38   |
| 8.  | "Født til action"             | 4:13   |
| 9.  | "I orange"                    | 4:19   |
| 10. | "Birgittelyst"                | 3:12   |

## Medvirkende
- Henrik Hall – harpe, fløjte, keyboard, kor
- Hilmer Hassig – guitar, bas, keyboard, musik, producer, mixer
- Jens Unmack – stemme, tekst, musik
- Mikkel Damgaard – würlitzer, keyboard
- Thomas Duus – trommer
- Christina Geisnæs – kor
- Jimmy Jørgensen – kor
- Jesper Ranum – elektroniske indfald
- Thomas Risell – bas
- Jesper Siberg – loops, lyde, idéer
- Finn Verwohlt – guitar
- Lehnert Kjeldsen – mastering

## Hitlister
| Hitliste (1999) | Højeste placering |
| --------------- | ----------------- |
| Danmark         | 16                |